# Alice Lee (ajedrecista)
Alice Teresa Lee (13 de octubre de 2009) es una ajedrecista estadounidense con los títulos de Maestro Internacional (IM) y Gran Maestra Femenina (WGM). Es la estadounidense más joven y la tercera más joven del mundo en lograr el título de IM. Entre sus logros en torneos se incluyen el ser dos veces campeona de la Copa Estadounidense Femenina, dos veces campeona del Campeonato Juvenil Femenino de Estados Unidos, tres veces campeona del Campeonato Mundial Juvenil y dos veces medallista olímpica femenina.

## Primeros años
Alice Lee comenzó a jugar al ajedrez a los 6 años en el club de ajedrez de su escuela, del que su hermano mayor ya era miembro.
A los 8 años ya había obtenido el título de Experta de Ajedrez de Estados Unidos, y a los 10 se había convertido en Maestra Nacional (NM) de Ajedrez de Estados Unidos. A los 9 años ganó la sección sub-18 del Campeonato Nacional Femenino de 2019.

## Campeonato Femenino de Estados Unidos
Lee comenzó a competir en el Campeonato Femenino de Estados Unidos en 2022 a los 12 años. Terminó en tercer lugar tanto en 2023 como en 2024.

## Copa Estadounidense Femenina
Lee ha establecido múltiples récords en la Copa Estadounidense Femenina, convirtiéndose en la participante más joven y la campeona más joven en la historia del torneo. Ganó el título en 2024 y 2025, y también fue subcampeona en dos ocasiones.
A los 12 años consiguió el segundo puesto en la Copa Estadounidense Femenina de 2022, y a los 13 años volvió a quedar segunda en la Copa Estadounidense Femenina de 2023. Empató dos partidos clásicos con la Gran Maestro Irina Krush antes de perder en los playoffs rápidos.
A los 14 años ganó la Copa Estadounidense Femenina de 2024 al derrotar a la Gran Maestro Irina Krush en la final. Su victoria la sitúa, junto a Bobby Fischer e Irina Krush, como una de las jugadoras más jóvenes en ganar un título importante de ajedrez en Estados Unidos.
A los 15 años defendió con éxito su título en la Copa Estadounidense Femenina de 2025, ganando todos sus partidas y haciéndose con 49.000$ en premios.

## Campeonato Juvenil de Estados Unidos
Lee comenzó a competir en los Campeonatos Juveniles Femeninos de Estados Unidos en 2020, a los 10 años.
A los 13 años ganó el Campeonato Juvenil Femenino de Estados Unidos de 2023 con una puntuación de 7,5/9, lo que la convirtió en la ganadora más joven en la historia del torneo.
A los 14 años defendió con éxito su título en el Campeonato Juvenil Femenino de Estados Unidos de 2024.

## Campeonato Mundial Juvenil
Lee ganó tres veces la medalla de oro en el Campeonato Mundial Juvenil (sección femenina sub-10 en 2019; sección femenina sub-12 en 2020 y 2021). También ganó la Copa del Mundo Juvenil de Rápidas en línea de la FIDE (sección femenina sub-12 en 2021).

## Competiciones internacionales por equipos
Lee empezó a representar al equipo femenino de Estados Unidos en competiciones internacionales a los 13 años. Hasta ahora, ha ganado tres medallas: dos en las Olimpíadas de Ajedrez (un bronce por equipos y una plata individual) y una en el Campeonato Mundial por Equipos (un oro individual).
A los 13 años Lee jugó de primer tablero del equipo estadounidense en el Campeonato Mundial Femenino por Equipos de 2023, donde ganó la medalla de oro individual con una puntuación de 7,5/11. El equipo femenino estadounidense logró su mejor resultado histórico en el torneo, quedando en cuarto lugar.
A los 14 años compitió en la 45.ª Olimpiada de Ajedrez de la FIDE en Budapest, ayudando al equipo estadounidense a conseguir su primera medalla en 16 años al ganar el bronce. También obtuvo la medalla de plata individual participando de cuarto tablero terminando con una puntuación de 8/10.

## Otros torneos notables
A los 14 años Lee se convirtió en la participante más joven en la historia de la Copa Cairns, uno de los torneos femeninos más importantes del mundo. Terminó con una puntuación de 4/9.
A los 15 años consiguió el segundo puesto en la Copa Cairns 2025 con una puntuación de 5,5/9 (apenas medio punto por debajo de la norma de GM) y una calificación de rendimiento de 2572, ganando 50.000$ en premios.

## Clasificaciones de la FIDE
Lee es la jugadora estadounidense más joven en lograr el título de IM (a los 13 años y 7 meses), batiendo el récord anterior de Carissa Yip (a los 16 años y 1 mes). A nivel mundial, Lee es una de las tres jugadoras de 13 años que ha ganado el título de IM, junto a las actualmente GM Judit Polgár y Kateryna Lagno.
A los 11 años obtuvo el título de Maestra Internacional Femenina al ganar la sección femenina sub-18 del Campeonato Juvenil de América del Norte de 2021.
A los 12 años obtuvo su título de FM, su primera norma de Maestro Internacional (IM) y su primera norma de Gran Maestra Femenina (WGM) en los Campeonatos de la Clase Suroeste de 2022.
A los 13 años ganó una segunda norma de IM y una segunda norma de WGM en el Torneo de Normas IM 1000GM de St. Louis de 2023.
A los 13 años, consiguió que su elo cruzara subiera de 2400 en vivo después de las primeras dos rondas durante el Torneo 1000GM NYC IM Norm de 2023, cumpliendo así el requisito de calificación para el título de IM.
A los 13 años, ganó sus últimas normas de IM y WGM en el Campeonato Transnacional Canadiense de 2023 y, por lo tanto, calificó para los títulos de IM y WGM.
En julio de 2025 tenía un elo de 2412, lo que la convirtió en la 35.ª jugadora mejor clasificada del mundo.

## Partidas notables
En el Campeonato de la Clase Suroeste de 2022 Lee derrotó al IM Viktor Gazik (2543) y consiguió sus primeras normas de IM y WGM.
En la Liga Profesional de Ajedrez de 2023 derrotó al GM Matthias Bluebaum (2661) (Berlin Bears) y al GM Bogdan-Daniel Deac (2700) (Croatia Bulldogs) y ayudó a que los St. Louis Arch Bishops llegaran a los playoffs; en cuartos de final empató con el GM Hikaru Nakamura (2775) (Gotham Knights).
En el Campeonato Transnacional Canadiense de 2023 derrotó a dos GM, uno de ellos Arturs Neiksans (2605), y se enfrentó a otros cuatro GM, entre ellos el GM Lázaro Bruzón Batista (2617). Con una puntuación de rendimiento de 2531, obtuvo sus últimas normas de IM y WGM.
En la Copa Estadounidense Femenina de 2024 derrotó a la GM Irina Krush (2421) en la Gran Final y se convirtió en una de las jugadoras más jóvenes en ganar un título importante de ajedrez en los Estados Unidos.
En la Copa Cairns de 2024 derrotó a la ex campeona mundial femenina y GM Alexandra Kosteniuk (2501) en la cuarta ronda.
En el Open Mundial de 2024, derrotó al GM Tuan Minh Le (2568) en la cuarta ronda.
En la Copa Cairns de 2025, derrotó a otra ex campeona mundial femenina, la GM Mariya Muzychuk (2492), en la segunda ronda.

## Otras actividades y premios de ajedrez
Lee apareció en una entrevista en Good Morning America en julio de 2023 tras convertirse en la IM estadounidense más joven de la historia.
A los 10 años empezó a copresentar el programa de Chesskid.com "Alice's Pawn Palace" junto al FM Mike Klein.
Ha participado en varias actividades de Chesskid.com y Chess.com como embajadora de Chesskid.com.
Ganó el premio "Jugadora Joven del Año" de US Chess en 2024, lo que la convirtió en la primera jugadora femenina en lograr esta distinción.
En mayo de 2024 el Senado de Minnesota aprobó una resolución para felicitar a Alice Lee por su victoria en la Copa Estadounidense y su extraordinaria carrera ajedrecística.